# Стоян Ватралски
Стоян Кръстов Ватралски е български общественик, писател и публицист, приятел на Вазов, Шишманов, Радев и Яворов. Първият българин, завършил Харвардския университет.

## Детство и юношество
Роден е на 7 март 1860 г. в семейството на Кръсто и Ружа Ватралски в с. Вакарел. Баща му е беден овчар от Вакарел. Енергичния си дух и неутолимата си жажда за знания наследява от майка си, известна сред съвременниците си с прозвището „Коджа Трена“. Сестра му Севастица впоследствие става съпруга на общинския фелдшер Костадин Георгиев и основава стипендия за талантливи вакарелски ученици. Малкият Стоян като повечето от съвременниците си прекарва детството и юношеството си в труд, като подпомага баща си в пашата на овцете. Децата с ококорени очи слушат разказите на възрастните за страховитите турци от града, от които трябва да се пазят. Стоян Ватралски завършва начално образование във Вакарелското училище, където му преподава свещеник Захари Николов. 

## Ученик в Самоков
През 1874 г. в гр. Самоков по решение на Епархийския съвет, председателстван от митрополит Доситей, се открива пансион за деца от селата, които да се подготвят за учители и свещеници в Самоковското класно градско училище. Приети са 12 ученици от селата Вакарел, Костенец, Сестримо, Бобошево и Червен брег (Дупнишко). По предложение на учителя си от Вакарел са изпратени Стоян Ватралски, Тодор Стоилов и Стамо Червенков. След завършване на курса на обучение през 1877 тримата се завръщат във Вакарел.
През зимата на 1877 г. по съвет на майка си Стоян Ватралски се връща в Самоков. Намира препитание сред мисионерите от евангелистката мисия, като върши домашна работа: цепи дърва, пали печка и носи вода. Живее в предоставена му от тях квартира. През тези години приема евангелисткото изповедание. Този му акт довежда до разпри с баща му и до разрив в отношенията му с митрополит Доситей, който до края но живота си през 1908 г. не може да му прости. Принадлежността му към протестантите ще стане причина Светият Синод никога да не го признае като автор, общественик, публицист. По негов адрес ще се сипят унищожителни критики. Този факт, както и контактите му в САЩ и Великобритания, допълнени с личен конфликт с Георги Димитров в Самоков, ще доведат до пренебрегването му и постепенната му забрава след 1944 г. Издържайки се сам, продължава образованието си в Американското училище в Самоков. Там прекарва четири години (1878 – 1882), изпълнени с ревностно търсене на знание. От 1882 г. до 1884 г. работи в евангелистката мисия в Хасково.

## Живот в Америка
През 1884 г. Ватралски заминава за Америка по покана на американски мисионери, като първоначално се установява вероятно в някой от североизточните щати. За своето пристигане той пише: „Пристигнах без никакви пари и почти никакво знание на английски език.“ Скоро постъпва в Западната академия в Ню Джърси, където учи английски език. През периода 1886 – 1888 завършва Теологическото училище – колеж при университета Хауърд в столицата на САЩ Вашингтон. Следващите четири години Ватралски проповядва в различни църкви, изнася лекции за България и пише за различни вестници.

### Студент в Харвардския университет
През юни 1892 г. Ватралски пристига в Кеймбридж, Масачузетс и за първи път в живота си влиза в „Двора“ на Харвардския университет, за да стане впоследствие първият българин, завършил Харвард. Следващите две години са изключителни за младия Ватралски. Следвайки като „специален“ студент, той постига това, което дотогава не е постигал никой друг българин. Наред с учението, той продължава да сътрудничи на редица ежедневници, както и да публикува стихотворения. Заради изключителната му способност да рецитира и ораторства, а и заради дългата му брада и силния европейски акцент съучениците му го наричат „Българският Толстой.“ Но дори и с явен балкански акцент, Ватралски се слави като необорим словесен опонент. На няколко пъти печели награди за ораторство в Харвард и околните колежи. Точно преди завършването си през юни 1894 г. Ватралски печели анонимен конкурс за бакалавърски химн на Харвард, под псевдоним „попа“, който се пее и до днес при завършването на бакалавърския клас.

### В редиците на българската студентска емиграция и в защита на българския въпрос в поробена Македония
Стоян Ватралски, Станислав и Спас Шумкови са сред създателите на първото емигрантско студентско дружество „България“, учредено по инициатива на братя Балабанови в Ню Йорк през 1890 г. и просъществувало до 1897 г. Освен взаимопомощ, дружеството си поставя за цел да запознава американската общественост с българския национален въпрос. Стоян Ватралски участва активно и в българското емигрантско дружество „Левски“. Той е вероятно първият българин в САЩ, който се ориентира към пряко сътрудничество с Върховния македонски комитет. Като студент в Кеймбридж пише още през 1896 г. до София: „Моля проводете ми книги и вестници и пр. Аз ще се старая с тяхната помощ да защитя според силите си нашите интереси пред английския свят.“ В началото на 1900 г. отново търси съдействие: „Трябват ми документи, които разглеждат въпроса всестранно с цел да приготвя на английски защитата на македонската кауза в Съединените държави. То ми е патриотична длъжност. Хората нека разискват дали перото е по-мощно от сабята. Аз за себе си съм решил, че моето перо е по-мощно от моята сабя.“ Писмото съдържа и други полезни за делото съждения: „Македонският въпрос не може да се разреши без участието на англосаксонския свят“; „В чисто демократически страни, каквито са англосаксонските, дето публичното мнение седи на трона, апел чрез печата е от извънредна важност.“
На 7 април 1900 г. във в. „Бостън транскрипт“ излиза негова статия под заглавие „Наближаващото въстание в Македония“. Като изпраща копие на Върховния комитет, той подчертава, че споменатото печатно издание е сред най-авторитетните в цяла Америка: „Никой друг вестник от тази страна на океана не се чете от толкова културни и влиятелни читатели.“ Статията на Ватралски е постижение за времето си и ясно осветлява причините за предстоящия бунт на българите. В нея той отхвърля твърденията, че засилващото се напрежение в Македония се дължи на някакви външни „агенти“, като посочва, че обяснението трябва да се търси в политиката на властите и в неизпълнените обещания на Великите сили. Авторът отбелязва, че при тези обстоятелства революционерите в Македония закономерно се надяват на помощта на България, без да пренебрегват Русия и Англия. „Към България Македония справедливо отправя специални искания. Свързани чрез една религия, един език, от традицията и единните национални желания, македонските българи гледат на Княжеството като на другата – свободна част от тяхното отечество“. На края авторът отправя призив към учени като Джордж Кенън сами да проверят каква е етническата принадлежност на славянското население в Македония. „Тогава те ще се уверят, че македонският говор е диалект на българския език.“ През следващите години името на Ватралски се появява все по-често по страниците на американския печат, както и в българските емигрантски издания.

### Журналист на свободна практика
След дипломирането си в Харвард, Ватралски живее в Кеймбридж, продължавайки да изнася лекции за България. Той е добре познат в Бостън със своите „публични сказки“ върху българските народни обичаи и религии. Освен в Бостън често е канен да пътува в много от източните щати: Ню Ингланд, Индиана, Ню Йорк, Охайо, Ню Джърси, Пенсилвания, Кънектикът, Мейн и Ню Хампшър. Пътува и до Канада. Работи за East Entertainment Bureau, Ltd. в Бостън и Wade Entertainment Bureau, Inc. в Ню Йорк, чрез които пише за известни всекидневници като: The Boston Transcript, The New York Tribune, The Forum, и The Chicago Tribune. Известността му е толкова голяма, че всички те поместват неочакваната новина за неговото заминаване за България. Оставяйки перспективна кариера в Америка, през юни 1900 г. Ватралски тръгва обратно за България. Точно преди да отплува, минава през Ню Лексингтън, щата Охайо, където на 16 юни 1900 г. пред кметството държи реч в чест на Дж. А. Макгахан, военният кореспондент, който пръв пише в световната преса за Априлското въстание и с това спомага за освобождаването на България от османска власт. Посещавайки гроба му по-късно същия ден, Ватралски обещава да направи всичко възможно за построяването на подобаващ паметник.

## Общественик и строител на съвременна България
След завръщането си в България, Ватралски купува къща в Красно село (тогава село извън рамките на София) и през 1907 се жени за Василка Ватралска. Основава Българо-Американското дружество и става член на борда на Дружеството на английско говорещите жители на София. Американски възпитаник, Ватралски до края на живота си работи за приятелство със САЩ. За българо-американските отношения той пише: „На никоя държава, освен може би на Русия, днешна България не дължи за своята свобода и култура, за своите политически учреждения толкова много, колкото тя дължи на Америка. Новата българска история е неделима от историята на американската религиозна мисия и американските училища в Цариград и другаде по Балканския полуостров.“
Преподава в Американския колеж, лектор е в Софийския университет. Установява близки контакти с Иван Вазов, проф. Иван Шишманов, Симеон Радев и Пейо Яворов. Политическата му насоченост е радикална, но въпреки че често е молен да заеме политически постове, той не проявява голям интерес. Привърженик е на Стефан Стамболов. Многобройните си познанства със световни политически фигури Ватралски ползва като възможност да популяризира родината си. Поддържа връзка с Джордж Уошбър и Алберт Лонг. Води оживена кореспонденция с братята Чарлз и Ноел Бъкстон. Особено активна политическа дейност развива през годините на Балканската и Първата световна война, като поставя българския въпрос пред международната общественост чрез кореспонденцията си с видни английски и американски общественици.

### „Себепосланик“ в Англия
След избухването на Балканската война на 17.09.1912 г. Ватралски е обзет от желание да помогне на страната си като замине в Англия, за да защитава позициите на отечеството си. „Аз трябва да отида в Англия, за да осветлявам общественото там мнение досежно Балканската война и да защитавам нашата права кауза. Понеже владея английски, това е моя отговорност. Каквото и да сторех тук, в България, дори и да положех живота си на бойното поле, аз ще бъда стократно по-полезен на освободителното дело с агитацията си из Великобритания.“
Стоян Ватралски излага идеята си пред министъра на вътрешните работи Людсканов, който го препраща към министър-председателя Иван Евстратиев Гешов. На 22 септември 1912 г. изпраща писмо с исканията си, но получава отговор чрез Председателя на Народното събрание д-р Стоян Данев, който съдържа завоалиран отказ. Непоколебим в осъществяването на идеята си, Ватралски посещава министъра на финансите с молба за съдействие за кредит срещу ипотека на имущество за финансиране на мисията си във Великобритания. Със съдействието на министъра получава кредит от Банка за земеделски кредит и на 22 октомври 1912 г. заминава за Великобритания. Среща се с наследниците на Уилям Гладстон, като гостува на внука на политика – Хенри Гладстон. Изнася публични лекции в Лондон, Ливърпул, Лийдс, Брадфорд, Дарлингтон, Йорк, Оксфорд и др. Публичните му прояви са съпроводени с благотворителни акции. В сметката на „Подпомагателния комитет за болни и пострадали от войната“ в София, оглавяван от царица Елеонора, са набрани над 50 000 британски лири. Освен публични лекции, Ватралски публикува статии в „Манчестър Гардиан“, „Дейли Нюз“, „Йоркшир Обзървър“, „Оксфорд Кроникъл“ и други. Основните му теми са „Война и мир в Балканите“, „Балканското положение и английската дипломация“, „Нашата война за мир в Балканите“, „Ролята на религиозния фактор в пропадането на турската империя“ и др.

## Публицист и поет
Освен като мисионер и общественик Стоян Ватралски е познат и като литературен творец. Той пише проза и поезия на различни теми, които могат да се обединят в няколко основни групи:
- историческа („България и съседните държави“, „Моето в Англия себепосланичество“, „Америка и България“, „Английски и американски държавници“, „Кирил и Методий“, „Балканско държавничество“);
- нравствено-етична („Първом правда“, „Миротворци“, „Щастие“, „Бистра водица“, „Пъстри сбирки от речи“, „Силата на правдата“, „Против никотина“, „Как се човек обезчовечава“, „Приятелство“) и
- религиозно-богословска („Битие“, „Евангелски псалми“, „Проповеди на един християнски мирянин“, „Истина ви казвам“, „Бог и войната“, „Исус Христос“, „Царят на правдата“.[10]

Висока оценка за неговото творчество дават видни писатели, учени и общественици. Иван Вазов казва за него: „Г-н Ватралски има добре запазена душа, неразвалена от западното течение в литературата, тъй рядко срещано нещо днес. В неговите работи се срещат мисли, чувства и идеи възвишени и чисти. Любов към хубавото, посвещение на дългът, влечение за правдата, обич към отечеството и природата – това са отличителните черти на неговата поетическа личност. Ние нямаме друг поет у нас, който да пее и ратува за „първом правда“. Неговите стихотворения могат с еднаква полза и наслада да се четат от стари и млади и по своето възпитателно значение са от категорията на хубавите, но тъй редки у нас книги, които могат да бъдат препоръчани като четиво за днешното поколение", а проф. Иван Шишманов допълва: „Навред изпъква енергичната фигура на силния с христовото слово евангелски проповедник, който не напразно е чел библейските пророци и Емерсона. Но има в римите му и истински лиричен акцент.“. Произведенията на Стоян Варталски претърпяват второ издание през 1933 – 1934 г. в поредица от 17 тома.

### „Щом днешний дух те не разбира, след сто години друг ще те цитира??"
Въпреки известността и популярността си Стоян Ватралски живее скромно в чифлика си в Красно село, закупен със спестените пари от престоя и работата му в САЩ. Препитава се с отглеждане на плодове и зеленчуци, копринени буби и ракита. Никога в живота си не приема държавен пост или работа. Въпреки че е истински убеден и апологет евангелист, след завръщането си от САЩ не се присъединява към никоя евангелистка църква и не получава издръжка като пастор. Винаги изтъква скромния си селски вакарелски произход и не се е срамува от това, че е син на бедни овчари от Вакарел. При посещението му в САЩ през 1924 г. по случай 30-ата годишнина от дипломирането му в Харвардския университет, бостънският вестник Boston Globe публикува за българския общественик цялата първа страница, където наред с неговата снимка е поставена и снимка на баща му в традиционно облекло. Във всичките си интервюта той с увлечение разказва за Вакарел, за добрия и учен поп Захари, за детството си. На една публична сказка в Йорк пред Младежкото християнско дружество, за да заинтригува присъстващите над 150 деца „приказвах им живота си под турско иго и като овчарче в село Вакарел. За овцете – как не знаеха, че в гората има вълци, та бяха спокойни, ала ние децата знаехме, че в града има турци, та бяхме неспокойни и нещастни“.
Заради религиозните си убеждения Ватралски остава забравен като общественик, учен и творец. Делото на Стоян Ватралски остава скрито в слоевете на драстични политически, икономически и културни промени в България.

### Писма
Извадки от писма на Ватралски Красно село, при София, 
 8.VI. 1929 г. 
До Висоуважаемия Министър Ноел Бъкстон, Лондон, Англия 
Драги Г-н Бъкстон, 
Личният Ви портрет, подарен ми от Вашата светица майка, стои пред мене сега, като Ви пиша. Аз пиша за да Ви поздравя и да кажа; Всички ний се възрадвахме като прочетохме в днешните утренни вестници, че Вие сте пак министър. Бедна България никога – никога от дните на Гладстона – не се е тъй радвала на човек, че станал Британски министър, както днес за Вас. А колкото за нас – съпругата ми и аз – ний го смятаме за свое семейно щастие. Бог да Ви благослови и укрепи в тоя Ви висок и с големи отговорности пост. 
Искрений Ваш, Стоян Ватралски
Министерство на Земеделие и риболовство 
10 Уайтхол Плейс, Ю. З. 1
24 юни 1929 г.
Драги г-н Ватралски
Много Ви благодаря за писмото и за Вашите любезни поздрави. Аз съм силно затрогнат от онова, което казвате и дълбоко оценявам Вашите благопожелания.
Ваш искрен Н. Бъкстон
Поздрави от Ноел Бъкстон
(от Лондон)
Любезни г. Мишков,
Предайте на г. Ватралски моите най-горещи поздравления при достигането му на Седемдесетия рожден ден. Много се радвам, че един поет, който е толкова заслужил на своето отечество, така достойно се чества от своите съотечественици. Аз го смятам за чест, чрез настоящето си приветствено съобщение, да имам дял в това хубаво тържество.
Лондон, 14 март 1930 г.
Искрено ваш, Ноел Бъкстон

### Стоян Ватралски за...
Стефан Стамболов
„Направен според мострата и материята, която природата употребява да произведе величия на света, неговата сила и слабост, неговите добродетели и пороци бяха еднакво велики. Съден от становището на християнската цивилизация, той действително може да бъде осъден, но и сравнен с противниците си, той изглежда не само велик, но благороден и прям. В действителност той бе своеволен и свиреп, но никога не устройваше заговори и не извърши убийство. Той не бе подъл. Той удряше направо и стоеше в дневната светлина като мъж. Цял свят знаеше какви са му намеренията. Тъкмо противно бяха хората, които му правеха опозиция. Те устройваха заговори в мрака, организираха бунтове в полза на една чужда държава.“
Поп Богомил
„Най-великият българин е бил и е поп Богомил. Той единствен между нашето племе, с кваса на своето жизнедавно учение е внесъл ценен принос в световната култура. Поп Богомил беше предтеча на всички велики реформатори, с които цивилизацията днес се гордее. От своя народ, този великан, е нещо повече от отречен. Нещо по-срамно от забравен!“.
Петър Дънов и Бялото братство
Две са отличителните черти на Белите братя: лоялна, беззаветна преданост, заедно с благоговейно доверие към Учителя им; и братствени, любезни обноски помежду им... Това са хора усърдни, които гладуват и жадуват за правдата, които копнеят за братствоединство... Честни люде, честни българи. Две неща, създадени от самия него, издигат Учителя на Белите братя до български фактор от исторично значение: първо – неговото силно прихватливо учение; второ – неговите добри и предани ученици. Учението и мирогледът на Петър Дънов нямат нищо, което да е непримиримо с Христовото учение. Ядката му е Любов, Мъдрост и Истина. Това ново учение е древно като планините и чисто като светлината. И при това не по-малко християнско. В него има чудесни възвишени морални наставления. Кой свещеник и на коя черква е дал на своето паство по-възвишен и по-християнски лозунг от „Верен, истинен, чист и благ всякога бъди!“? Няма съмнение, че в религиозно отношение Дънов е пил дълбоко от мистиката на Изтока..., но той не е забравил отрезвителната струя на Евангелието."
За България и обществените нрави
„Красива Божия природа и грозни човешки нрави“

## Светът за Стоян Ватралски
Някои чуждестранни отзиви за Ватралски :
- Списание „Outlook“

„Завършил Харвардския университет през 1894 г., християнски благородник, български патриот, първостепенен учен, това е г-н Ватралски“
- Списание "Evening Transcript“

„Стоян Кр. Ватралски, който е познат като „Български Толстой“ е един деятелен международен миротворец и в 1912 г. се яви на сцената на Европа, в името на „Съединените щати на Балканите“, в които още вярва“
- Списание „The Orient“

„Г-н Ватралски има свой оригинален стил. Той е реален мислител и завършен оратор. Той винаги говори с епиграми и със силата на убеждението. Винаги оставя у слушателите си дълбоко впечатление.“
- Вестник „Boston Globe“

„Г-н Ватралски е сам една история... Пише стихове, занимава се с философия, работи за образованието и просвещението на своето Отечество. Той е една внушителна фигура и голям тъпак трябва да е човека, комуто не прави впечатление неговото присъствие, особено неговите мечтателни очи“
- Аликзандър Лорънс – адвокат, секретар на Либералния британски колониален клуб през 1918 г.

„Честита е България, че има синове, като г-н Стоян Ватралски, които да работят за нея на свои разноски. В цяла Гърция и в другите, съседни ней страни не може да се намери такъв човек“
- Джон Хънтър Сенджуик – американски журналист

„Дошъл е в тази страна един балканец, син на един балкански овчар, свършил Харвардския университет. Г-н Ватралски иде от една страна, много по-хубава, отколкото ние можем да знаем. Този планинец, поет, хуморист и чифликчия с право е наречен „Българския Толстой“ Той представлява една кауза, който всеки човек трябва да представлява – своето отечество. Г-н Ватралски не иска милостиня за своя народ и това трябва добре да се разбере. Той счита за своя длъжност като публицист, да пише и говори това, което мисли, че е право“.